# 帕尔南 (德龙省)
帕尔南（法語：Parnans）是法国德龙省的一个市镇，属于瓦朗斯区（Valence）伊塞尔河畔罗芒第二县（Romans-sur-Isère 2e Canton）。该市镇总面积11.24平方公里，2009年时的人口为651人。

## 人口
帕尔南人口变化图示